# Ayla - La figlia senza nome
Ayla - La figlia senza nome (Ayla) è un film del 2017 diretto da Can Ulkay, tratto da una storia vera.

## Trama
Nel 1950, durante la guerra di Corea, numerosi stati membri delle Nazioni Unite si mobilitano in aiuto della Corea del Sud, inviando armi e truppe. Il sergente turco Suleyman, una sera, durante una missione,  si imbatte in una bambina, unica sopravvissuta ad un massacro, in cui i genitori erano da poco morti. L'uomo salva la bambina e l'adotta all' interno della base militare turca e la soprannomina Ayla. Con il tempo, malgrado le differenze culturali e di linguaggio, tra i due si viene a creare un forte legame d'affetto , un rapporto sempre più tenero e profondo, cresciuta come sua figlia. Ma quando il conflitto è prossimo alla conclusione i due rischiano di doversi separare per sempre: le truppe turche devono rientrare in patria e Suleyman si trova costretto, suo malgrado, a lasciare la bimba in un orfanotrofio, con la speranza e la promessa di ritornare un giorno a riprenderla. Gli anni trascorrono nell'impossibilità di ritornare in Corea a cercarla  e il senso di impotenza tormenta l'uomo per non essere riuscito a mantenere la promessa fatta alla sua bambina.

## Distribuzione
In Turchia la pellicola è stata distribuita a partire dal 27 ottobre 2017, mentre in Corea del Sud il 21 giugno dell'anno successivo; in Italia, la pellicola è stata trasmessa per la prima volta da Rai Movie il 20 giugno 2021, in prima serata.

### Edizione italiana
Il doppiaggio di Ayla - La figlia senza nome è stato effettuato dalla AngryGirls di Roma, mentre la sonorizzazione è avvenuta presso la Fono Roma Movie & Sound. La direzione del doppiaggio è di Rino Bolognesi, assistito da Donatella Fantini e su dialoghi di Luisito Moriones.